# تاچی دوری
تاچی دوری (به انگلیسی: Tachi dori) یک اصطلاح ژاپنی است که در هنر رزمی آیکیدو، به فنونی گفته می‌شود که برای خلع سلاح حریف مسلح به شمشیر استفاده می‌شوند. این فنون به غیر از آیکیدو در سبک وادوریو کاراته نیز تمرین می‌شوند.

## آیکیدو تاچی دوری
در آیکیدو فنون تاچی دوری در برابر حمله شمشیر چوبی تمرین می‌شوند، دفاع با دستان خالی در برابر حریف مسلح بسیار خطرناک است و در واقعیت باید به عنوان آخرین گزینه از این تکنیک‌ها استفاده کرد و تا جایی که امکان دارد باید از راه‌های دیگر (همچون فرار از درگیری) استفاده کرد و در صورتی که هیچ راه حلی وجود نداشته باشد به ناچار به این فنون متوسل می‌توان شد.